# Костел єзуїтів (Острог)

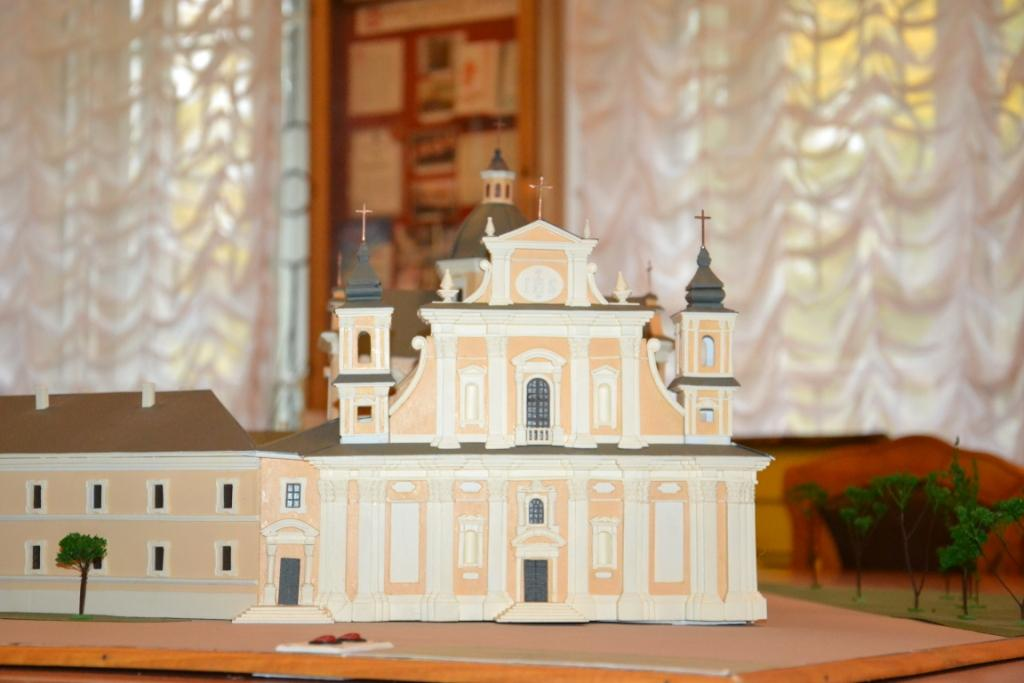
Макет Костелу святих Ігнатія Лойоли та Франциска Ксаверія м. Острог, виконаний Іриною Ковалець (магістрант кафедри архітектури НУВГП, Макет експонується в музеї історії Острозької академії

Костел святих Ігнатія Лойоли та Франциска Ксаверія — втрачений римо-католицький храм у місті Острог (нині Рівненська область, Україна). Фундаторка — Анна Алоїза Ходкевич (до шлюбу Острозька). Споруджувався разом з приміщеннями єзуїтського колегіуму, заснуваного фундаторкою 1624 року.

## Короткі історичні відомості

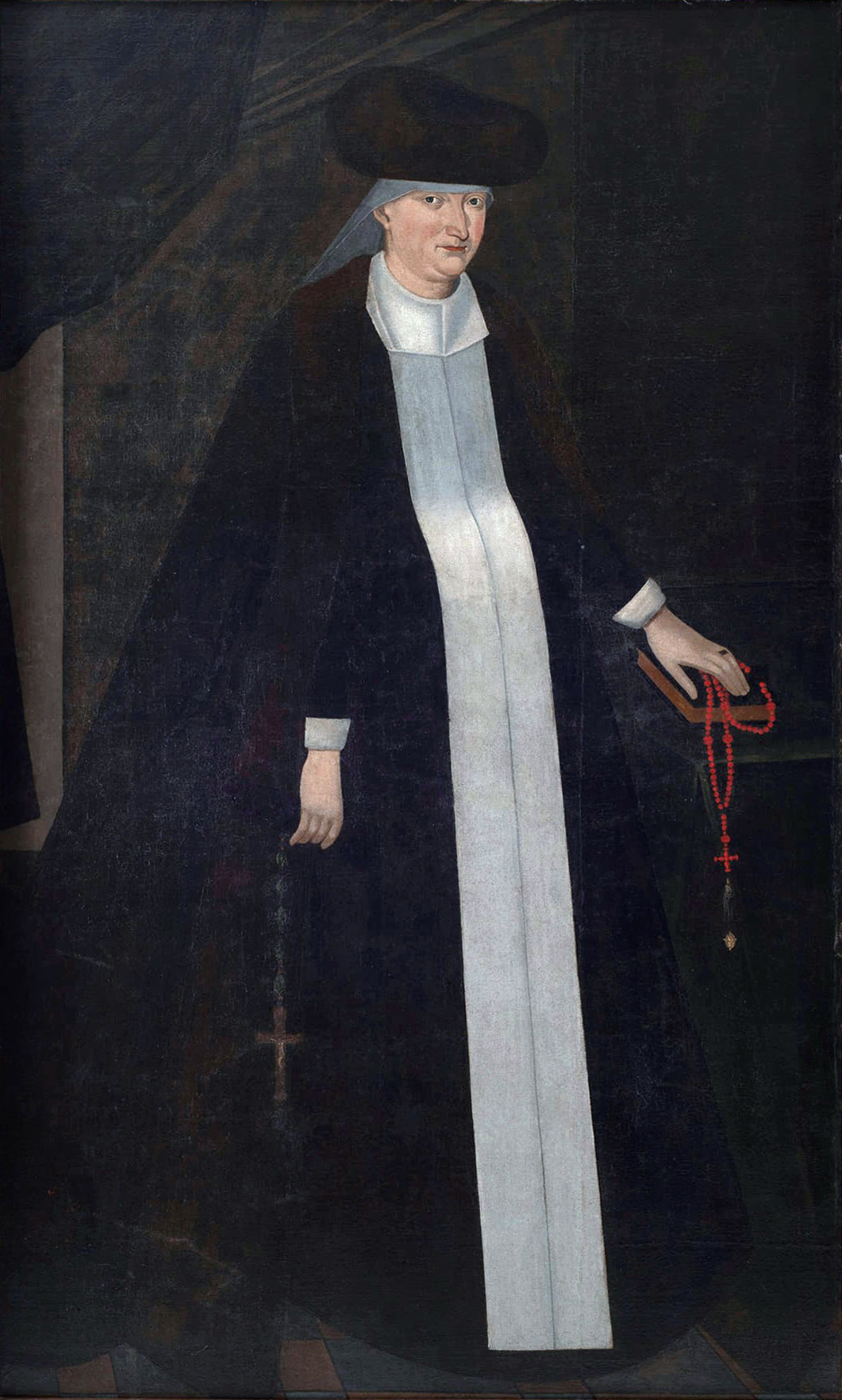
Анна Алоїза Острозька (Ходкевич)

Наріжний камінь закладено 1626 року. Будівництво провадив італійський архітектор С. Браун. Після появи небезпечних тріщин у стінах фундаторка сприяла приїзду до міста Джакомо Бріано 1630 року, який розкритикував початковий проєкт і створив 5 власних, жоден з яких не схвалили. У 1634—1647 роках будівництвом керував архітектор Бенедетто Моллі з Риму, зведено основні споруди за участі фундатора київського каштеляна Олександра Пісочинського. При колегіумі діяв заснований фундаторкою «конвікт» (інтернат) для шляхетської молоді.
На вимогу фундаторки під костелом до 1630 року звели поховальні крипти (інша назва — «долішній» костел святого Станіслава).
Під час повстання Хмельницького комплекс (високий тринавовий базилікальний костел, двоповерховий корпус колегіуму) спалили, зруйнували. Після повернення оо. єзуїтів до Острога у 1659 році почалася відбудова, яка закінчилася в 1736 році.
Після заборони діяльності ордену єзуїтів у 1773 р. в колегіумі розмістився монастир чину Василіян, консисторія, духовна семінарія. У 1809, 1821 років комплекс зазнав пошкоджень від пожеж, його не відновлювали, він руйнувався. 1875 р. був розібраний на будівельний матеріал, з якого споруджено, зокрема, 1876 року Острозьку чоловічу гімназію.

## Опис
|  | Архітектура комплексу була суто бароковою. Симетричний головний фасад костелу вінчав масивний триярусний фронтон і фланкували бічні вежі. Святиня належала до архітектурного типу купольних базилік з трансептом, на перетині середньої нави з трансептом височіла досить масивна баня. |

## Усипальниця
У костелі перепоховали батька фундаторки — князя Олександра Острозького — за латинським обрядом її коштом, проти чого повстали місцеві мешканці, яких очолював парох Наливайко.

## Макет костелу
Ірина Ковалець, магістрант кафедри архітектури НУВГП, у 2012 р. виготовила макет єзуїтського колегіуму за чотири місяці з картону, пластику, гіпсу та акрилових фарб. Історико-архітектурне дослідження «Архітектурний комплекс єзуїтського колегіуму в Острозі», виконане під керівництвом професора П. А. Ричкова, захищено на відмінно. На сьогоднішній день макет експонують у музеї історії Острозької академії.